# Euknemoplia lactinea
Euknemoplia lactinea är en skalbaggsart som beskrevs av Marc Lacroix 1997. Euknemoplia lactinea ingår i släktet Euknemoplia och familjen Melolonthidae. Inga underarter finns listade i Catalogue of Life.